# John Andrew Sullivan

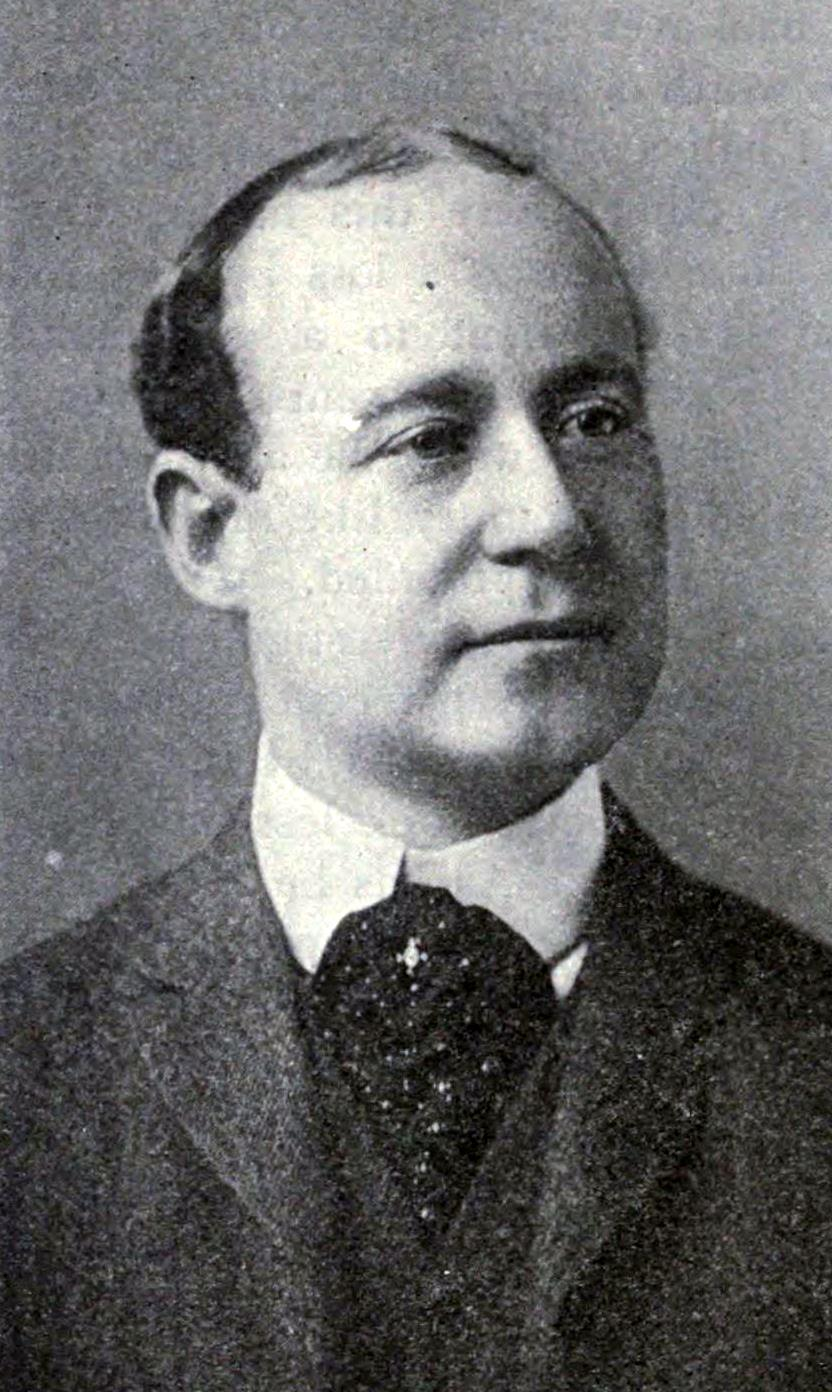
John Andrew Sullivan

John Andrew Sullivan (* 10. Mai 1868 in Boston, Massachusetts; † 31. Mai 1927 in Scituate, Massachusetts) war ein US-amerikanischer Politiker. Zwischen 1903 und 1907 vertrat er den Bundesstaat Massachusetts im US-Repräsentantenhaus.

## Werdegang
John Sullivan besuchte die öffentlichen Schulen seiner Heimat. Nach einem anschließenden Jurastudium an der Law School der Boston University und seiner 1896 erfolgten Zulassung als Rechtsanwalt begann er in Boston in diesem Beruf zu arbeiten. Gleichzeitig schlug er als Mitglied der Demokratischen Partei eine politische Laufbahn ein. Zwischen 1900 und 1902 gehörte er dem Senat von Massachusetts an. Bei den Kongresswahlen des Jahres 1902 wurde Sullivan im elften Wahlbezirk von Massachusetts in das US-Repräsentantenhaus in Washington, D.C. gewählt, wo er am 4. März 1903 die Nachfolge von Samuel L. Powers antrat, der in den zwölften Distrikt wechselte. Nach einer Wiederwahl konnte er bis zum 3. März 1907 zwei Legislaturperioden im Kongress absolvieren. 1906 verzichtete er auf eine weitere Kandidatur.
In den Jahren 1907 bis 1909 war Sullivan Vorsitzender der Boston Finance Commission. Danach leitete er bis 1914 deren Nachfolgekommission (Permanent Finance Commission). Anschließend wurde er juristischer Berater der Stadt Boston. In den Jahren 1912 und 1913 hielt er an der Harvard University Vorlesungen zum Thema Kommunalverwaltung. In den Jahren 1920 bis 1925 hielt er an der Boston University Law School juristische Vorträge. Ansonsten praktizierte er wieder als Anwalt. John Sullivan starb am 31. Mai 1927 in Scituate.